# Erfyl
Thánh Erfyl (còn được gọi là dưới cái tên Eurfyl, là một trong số nhiều cái tên khác) là một trinh nữ xứ Wales. Một nhà thờ ở Llanerfyl, Powys, nơi có một ngôi mộ được cho là nơi an táng bà, đã được dành riêng để kính vị thánh này. Một giếng nước thánh mang tên bà cũng có vị trí gần nhà thờ này.

## Lịch sử
Hồ sơ của ngày lễ của Thánh Trinh nữ Erfyl lần đầu tiên xuất hiện tại xứ Wales trong thế kỷ XV, được ghi nhận là ngày 6 tháng 7. Tên của bà có thể đã thay đổi theo thời gian, như khi được liệt kê trong bản thảo Llanstephan MS 47B thế kỷ XVI, tên của bà được ghi nhận là Gwerfyl. Trong một bản thảo viết năm 1508, phần bổ sung MS 12.913, cái tên "Urvul a Gwenvul" được liệt kê trong cùng một ngày kính trùng với ngày kính của bà. Nhiều cái tên khá tương đồng khác được gán cho bà qua nhiều năm, bao gồm Eurfyl, Eurful, Erful, Urful, Urfyl và Yrfyl.
Một giếng nước thánh mang tên của vị thánh Erfyl có vị trí tọa lạc cách nhà thờ cách nhà thờ 400 feet (120 m). Nước tại giếng này được biết đến với khả năng chữa bệnh và trước đây được sử dụng làm nước rửa tội trong nhà thờ. Nước giếng này là một phần của truyền thống tại nơi đây, theo đó, trẻ em ở khu vực xung quanh uống nước giếng pha đường vào các ngày thứ Hai trong Mùa Phục Sinh.

### Sách chú giải
- Baring-Gould, Sabine; Fisher, John (1907). Lives of the British Saints. Quyển 2. Luân Đôn: Charles J. Clark.
- Higitt, John; Forsyth, Katherine; Parsons, David N. (2001). Roman, Runes and Ogham. Donington, Lincolnshire: Shaun Tyas. ISBN 978-1-90028-944-3.
- Hooke, Della (2010). Trees in Anglo-Saxon England. Rochester, N.Y.: Boydell Press. ISBN 978-1-84383-565-3.